# 西都原古墳群
32°07′04″N 131°23′22″E / 32.1178°N 131.3894°E

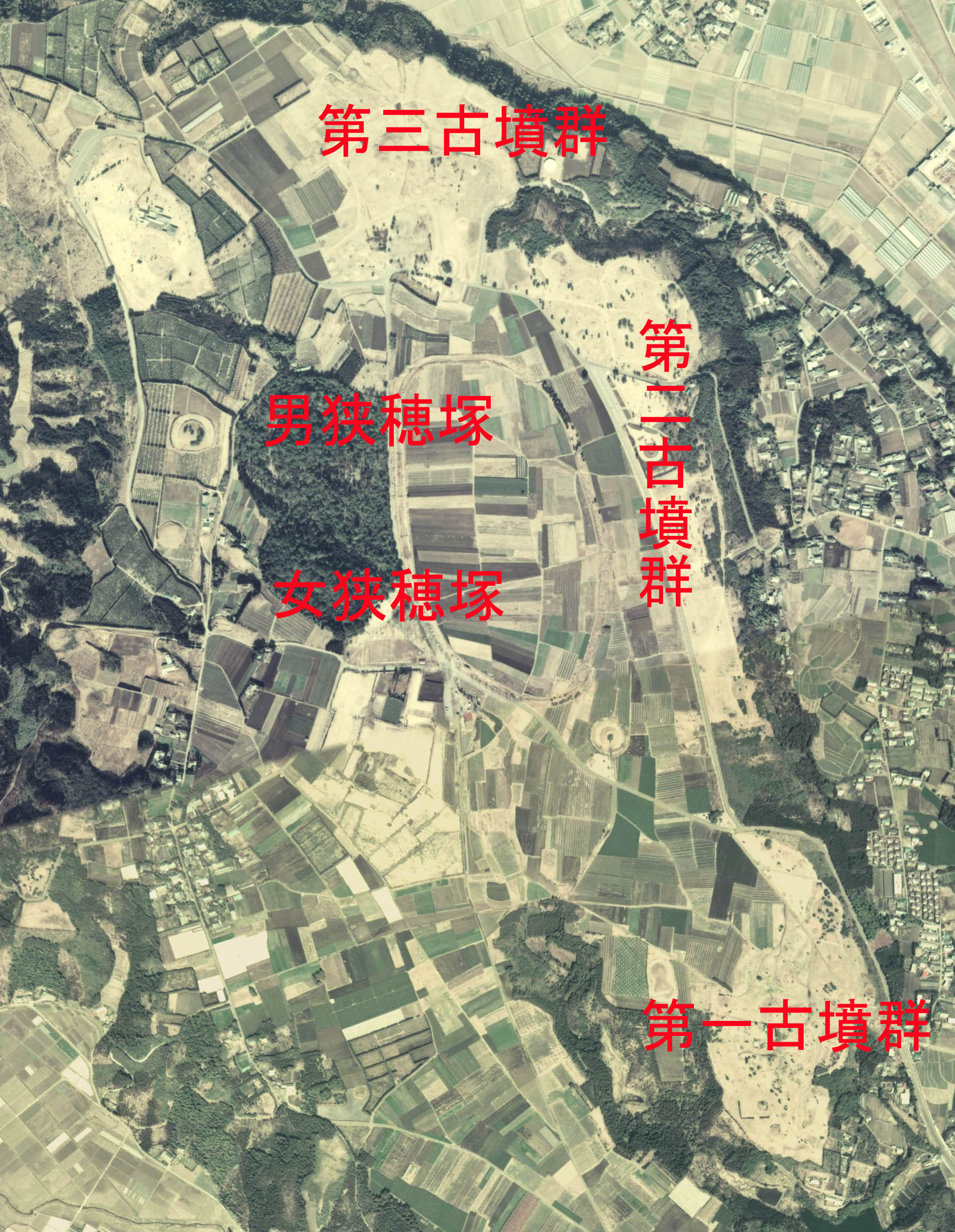
西都原古墳群

西都原古墳群（日语：／ Saitobaru kofungun）是位於日本宮崎縣西都市大字三宅的一處古墳群，特別史跡，主要組成部分是男狹穗塚古墳、女狹穗塚古墳、姬塚（202號墳）、鬼之窟古墳（206號墳）和酒元之上橫穴墓群等等，下屬古墳超過300座，為日本的大規模古墳群之一，亦是日本第一處風土記之丘，同時是日本遺產「古代人的紀念建築物 －台地上的繪畫 南國宮崎的古墳景觀－」以及由宮崎縣主導以登錄成世界遺產為目標的「以西都原古墳群為首的南九州古墳文化」的組成部分之一。此外，其相關出土文物「日向國西都原古墳出土金銅馬具類」為日本國寶，埴輪則是重要文化財，而古墳群所在的特別史跡公園西都原古墳群為日本的歷史公園100選和日本的都市公園100選之一。

## 歷史

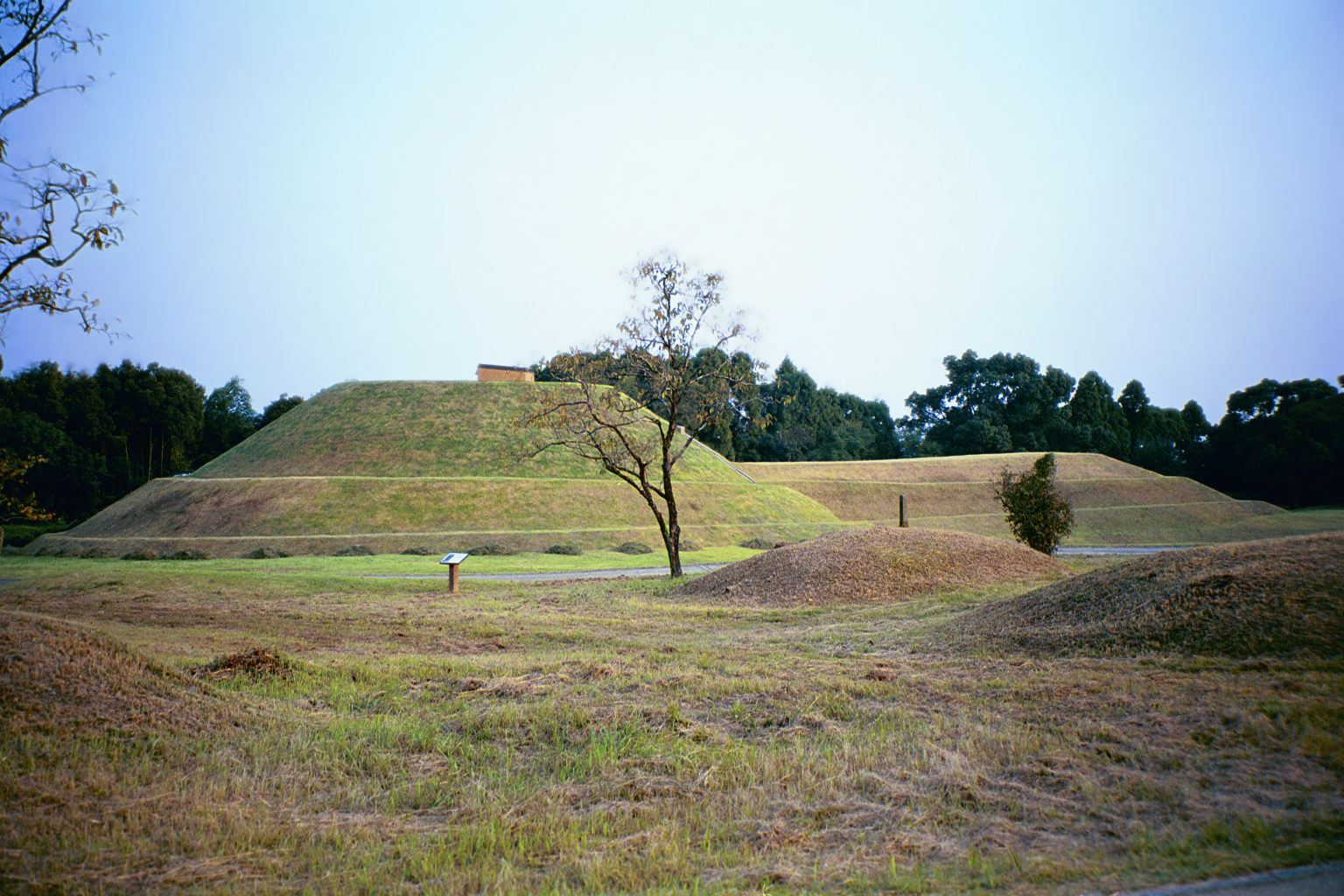
13號墳

1912年，時任宮崎縣知事有吉忠一為了保護文化遺產以及證明宮崎縣是皇祖發跡地的說法，與京都帝國大學教授坂口昂商討後，徵求了宮內省的同意，成立由京都帝國大學和東京帝國大學組成的學術團隊，成員包括坂口昂、今西龍、喜田貞吉、小川琢治、梅原末治、內藤湖南、原勝郎、濱田耕作、黑板勝美、柴田常惠、原田淑人和鳥居龍藏等人，共同對古墳群展開調查，這是日本考古學界首次的學術性聯合調查，帝室博物館和宮內省的學者也一同參與。同年12月至翌年1月，黑板、今西和柴田等人率先對古墳群裡的12座古墳展開調查，分別是202號墳（姬塚）、51號墳、72號墳（一本松塚）、70號墳、71號墳、274號墳、73號墳、169號墳（飯盛塚）、170號墳（雜掌塚）、171號墳、207號墳和205號墳。1913年4月，鳥居對115號墳、35號墳、32號墳、36號墳、無號墳、57號墳和56號墳展開調查。翌年8月，今西、梅原和小川對84號墳和27號墳展開調查。1915年7月，原田和柴田對2號墳、156號墳、160號墳、159號墳和152號墳展開調查。翌年，內藤和今西對13號墳展開調查。1917年，濱田、梅原、原田和原對265號墳（船塚）、80號墳和無號墳展開調查:7，總計對30座古墳展開了調查。
1934年5月1日，古墳群獲指定為日本國史跡，其後在1952年3月29日上調為特別史跡。1966年，作為日本全國首處風土記之丘，古墳群以公園形式對外開放。同年至1968年期間，宮崎縣和西都市等相關組織開始對古墳群及其周圍展開修復，對象是A地區的17座和C地區的38座，共55座古墳:8-9。1993年，宮崎縣教育委員會成立了「西都原古墳群保存整理檢討委員會」，並且在翌年制定了《關於西都原古墳群保存整理活用的基本計劃》，及後在1995年承接文化廳新設的資助項目「大規模遺跡綜合整理事業（重現古代浪漫事業）」，展開了對西都原古墳群的保存整理工作，最先的對象是鬼之窟古墳（206號墳）和13號墳。1996年和1997年，宮崎縣教育委員會兩度對13號墳以及酒元之上橫穴墓群展開調查。1998年，宮崎縣教育委員會對169號墳（飯盛塚）和171號墳展開調查，並且對13號墳和202號墳（姬塚）周圍展開整理工作，以及在酒元之上橫穴墓群興建覆屋。1999年，宮崎縣教育委員會再次對171號墳以及100號墳展開調查，酒元之上橫穴墓群和13號墳的內部參觀設施亦相繼完工，整理方面就集中於酒元之上橫穴墓群和第1古墳群內的休憩設施和道路。

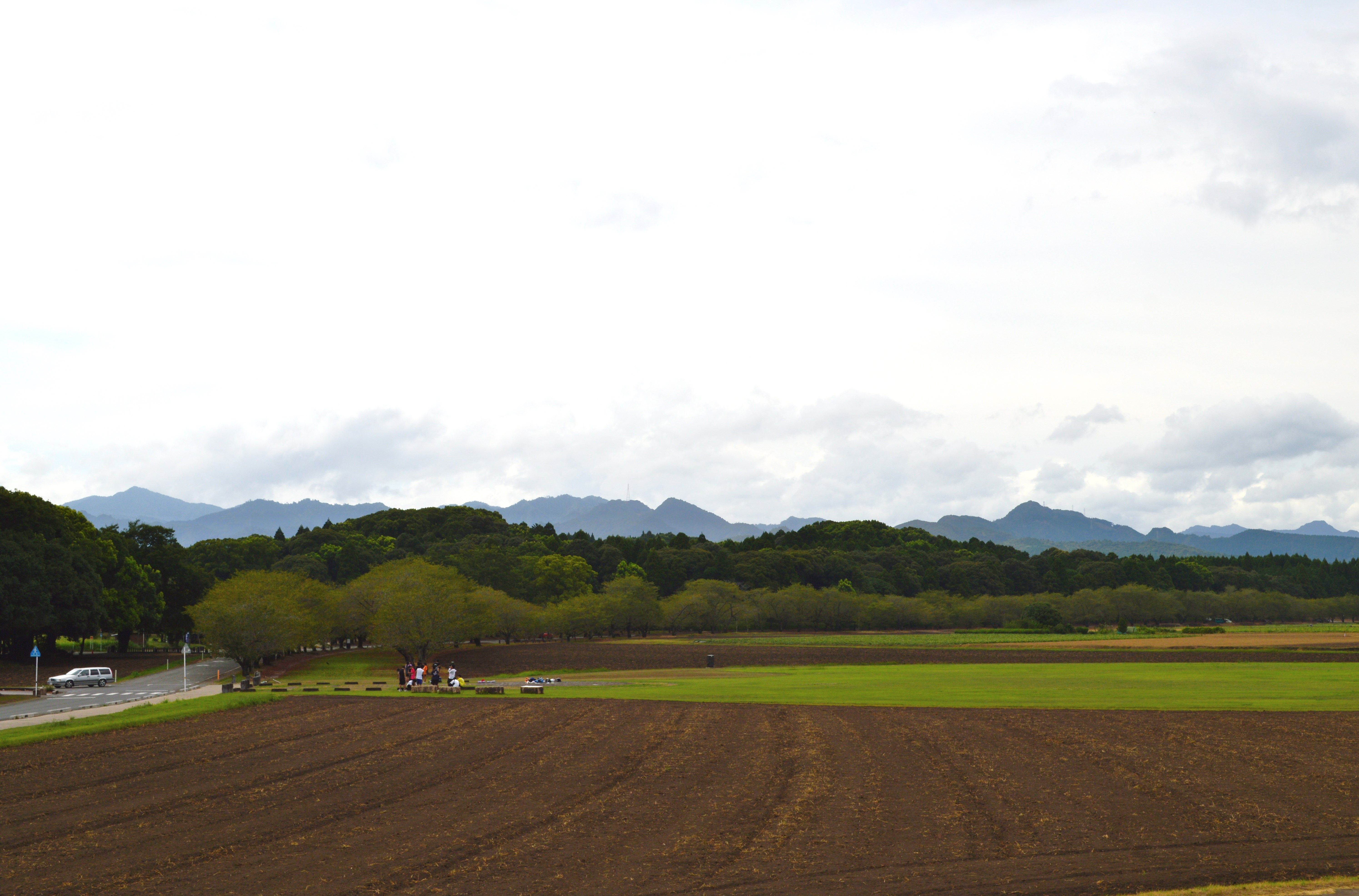
男狹穗塚古墳和女狹穗塚古墳

2000年，宮崎縣教育委員會再次對100號墳和169號墳（飯盛塚）展開調查，並且整理了來往第1古墳群與停車場之間的道路，以及加設了對第1古墳群的介紹設施。第2古墳群方面則新建了道路，並且將有礙景觀的樹木移除，原本遭叢林包圍的81號墳和82號墳亦得而重見天日，期間在其交界處新發現了兩座古墳。2001年，宮崎縣教育委員會對169號墳（飯盛塚）和171號墳展開調查，並且在第2古墳群的停車場附近興建導賞設施以及在第3古墳群範圍建設道路和移走有礙景觀的樹木，亦開始整理100號墳以及凝結狀況嚴重的酒元之上橫穴墓群的覆屋和13號墳的內部參觀設施。2002年，宮崎縣教育委員會對111號墳和4號地下式橫穴墓展開調查，整理工作則承襲上年度的第三古墳群的道路、100號和酒元之上橫穴墓群的覆屋。2003年，以古墳群為中心作介紹的宮崎縣立西都原考古博物館正式啟用，2004年和2005年則對46號墳、111號墳和170號墳（雜掌塚）展開調查。2006年則持續對46號墳展開調查，並且對111號墳進行整理。2008年至2013年，開展了名為「西都原古墳群活用促進區整理事業」的計劃，先後對46號墳、47號墳、201號墳、202號墳（姬塚）和284號墳展開調查，並且對其中的46號墳、47號墳和202號墳（姬塚）進行墳丘復原工程。2014年至2018年則以「西都原古墳群調查整理活性化事業」的名目，對101號墳、265號墳（船塚）、陵墓參考地（男狹穗塚古墳和女狹穗塚古墳）周邊和第1支群橫穴墓群展開調查，並且再度對100號墳、171號墳和206號墳展開整理等工作。2019年，宮崎縣立西都原考古博物館再度對115號墳和第1支群橫穴墓群展開調查，並且對101號墳的周圍進行整理工作。

## 古墳

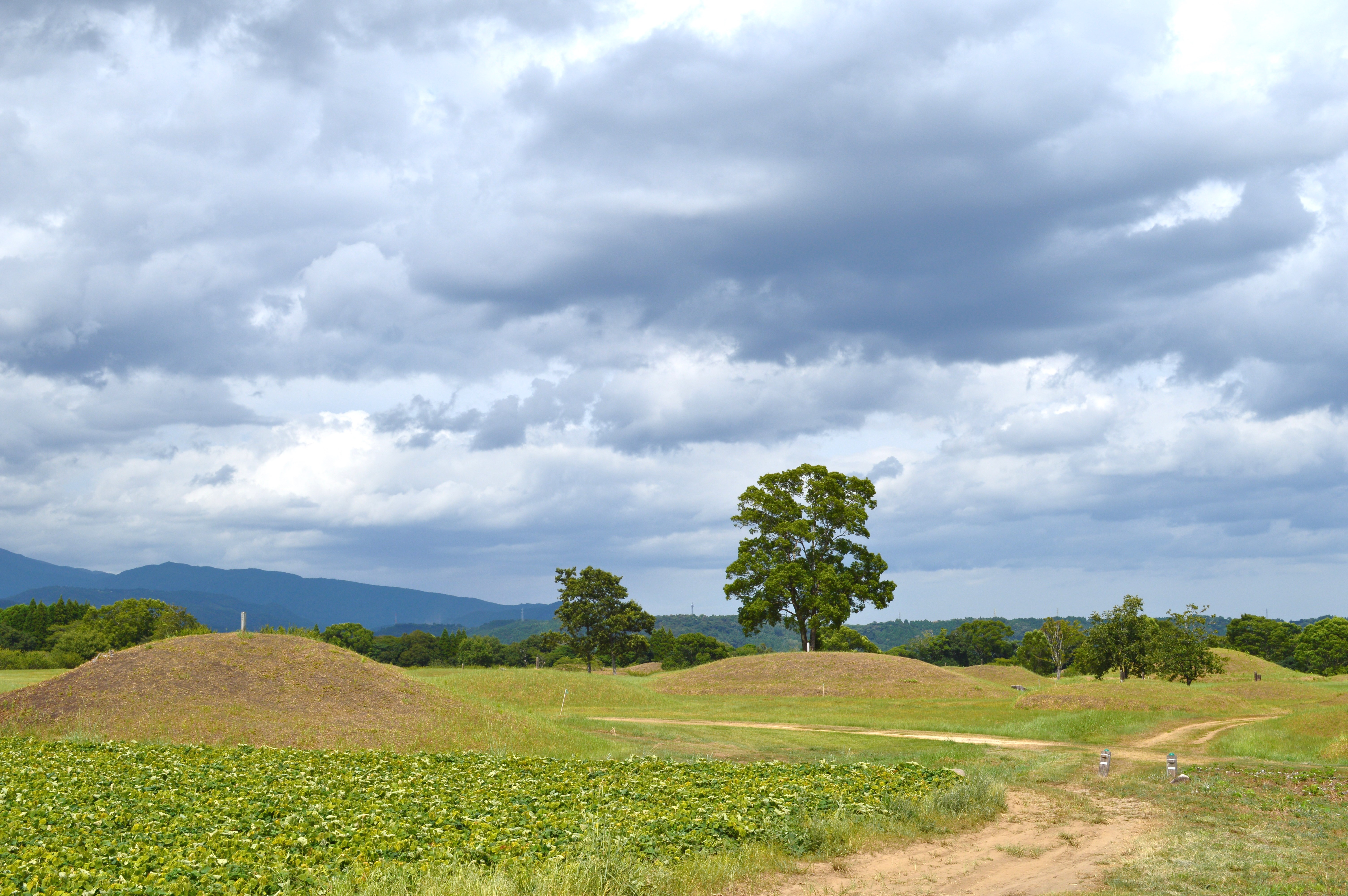
第3古墳群

古墳群位於西都市區的西面，一瀨川中游的右方，地形上分成西都原台地以及台地與市區之間的中間台地兩部分，相對高度為60米至80米。古墳群的東西距離達2.6公里，南北則是4.2公里，作為特別史跡公園的規模計劃面積是68.5公頃，使用面積為62.1公頃，史跡的指定範圍則達58公頃，其有超過九成為國有或公有土地，範圍內總共建有超過300座大大小小的古墳，其中特別史跡公園西都原古墳群官方主張有31座前方後圓墳、279座圓墳、一座方墳、11座地下式橫穴墓和12座橫穴墓，共334座古墳，《大英百科全書》日本版、《My Pedia》、《世界大百科事典》和《大辭林》指出為330座左右，《大辭泉》、《日本大百科全書》和《日本國語大辭典》是329座，宮崎縣立西都原考古博物館則認為是319座，這個數目也與宮崎縣教育委員會管有的《古墳台帳》的記載相同，不過按照西都市的說法，在近年的調查中新發現一些古墳，加上在考古調查期間有部分古墳遭到削平，因此斷定實際上有超過320座古墳。雖然群內古墳的建造時期橫跨3世紀至7世紀，不過大多集中於5世紀至6世紀期間建成。
另外，古墳群可以細分為第1古墳群（A地區、A群和M群）、第2古墳群（B地區、B群和C群）、第3古墳群（C地區、D群和N群）、丸山支群（E群）、寺原第1支群（F群）、寺原第2支群（G群）、堂嶋支群（L群）、鷺田支群（I群和H群）、尾筋支群（J群）和鳥子支群（K群），其中第1古墳群、第2古墳群、第3古墳群，其中第1古墳群、第2古墳群和第3古墳群又可各自細分為兩種支群，因此支群總數介乎於10至13種:2-4。男狹穗塚古墳和女狹穗塚古墳雖然也是古墳群的一部分，不過由於是陵墓參考地，因此這兩座古墳並不在特別史跡的範圍之內。

### 姬塚（202號墳）
姬塚是一座建於6世紀初的前方後圓墳，因其型態優美而得名，墳長57.3米，後圓部分直徑為34.4米，前方部分前端寬41.5米，前方部分和後圓部分均是兩層，沒有葺石，墓室形態是木棺墓。大正時調查中出土了直刀3把、刀子一把、須惠器9個、玻璃製小玉和水晶製切子玉等等，平成時的調查中則出土了須惠器、鐵鏃、水晶製切子玉、勾玉、玻璃製小玉和金銅張耳環等等，為宮崎縣內最後階段的前方後圓墳。

### 鬼之窟古墳（206號墳）
鬼之窟古墳是一座建於6世紀末至7世紀初的圓墳，傳說是由鬼花了一個晚上建成，早在江戶時代已經遭人盜墓，威廉·戈蘭德則評價這是他在日本發現的古墳中最佳的例子之一（日本で見つけたもののうち最も見事な例の一つ）。西都市教育委員會（1984年）和宮崎大學（1992年和1995年）先後對古墳展開了調查，沒有發現葺石和埴輪的痕跡，墳丘東西直徑為36.4米，南北直徑是33.6米，最大直徑是37米，高7.3米，呈橢圓形，高兩層，亦建有兩層盛土。墓室形態是單室的兩袖式橫穴式石室，為群內眾多古墳中唯一的橫穴式石室，出入口位於南面，石材採用了砂岩石塊，隙間則是河邊石頭，其玄室長4.8米，寬1.75至2.45米，高2.15米，羨道則長7.5米，寬和高1.8米。墳丘外圍建有周堀、外堤和外堀，其中周堀寬9.9米至11米，深0.65至0.85米，並且與石室之間建有墓道，其入口處寬7.5米，與石室連接處則寬兩米，外堤底部寬9.9米至11米，上方部分寬約5.8米，高5.2米左右，外堤以外還建有寬5米，深0.65米的外堀。這種建築模式雖然常見於中國大陸和朝鮮半島，不過在日本則只有此座古墳和石舞台古墳。另外，古墳亦出土了馬具、土師器、須惠器和平安時代的寬永通寶等等。
- 鬼之窟古墳
- 鬼之窟古墳石室
- 酒元之上橫穴墓群

#### 酒元之上橫穴墓群
酒元之上橫穴墓群是一座建於7世紀初的古墳，集橫穴墓和地下式橫穴墓於一身的罕見古墳，在1994的考古調查中被發現，為當時第一座被發現的橫穴墓。橫穴墓群由10處墓道、6個玄室和一座圓墳所組成，並且出土了一顆女性頭骨，以及須惠器、土師器、鐵鏃、刀子和耳環等陪葬品。

## 文化財
西都原古墳群在1934年5月1日獲指定為日本國史跡，其後在1952年3月29日上調為特別史跡，1972年9月7日、1997年3月6日、1998年9月2日和2002年9月20日先後追加了指定範圍。日向國西都原古墳出土金銅馬具類在1935年4月30日獲指定為重要文化財，其後在1956年6月28日上調為國寶，五島美術館館藏。根據西都市說法，雖然名稱上為西都原古墳群的出土文物，不過從紀錄上看可能是西都原古墳群以西的百塚原古墳群的出土文物，五島美術館則認同存在這樣的說法，不過館方則視百塚原古墳群為西都原古墳群的一部分，文化廳則簡述為古墳時代的資料，在日本遺產的網頁上則稱其為西都原古墳群周邊的出土文物。目前，宮崎縣立西都原考古博物館展示了其仿製品。
- 埴輪家
- 埴輪船

埴輪家和埴輪船在1958年2月8日獲指定為重要文化財，東京國立博物館館藏。兩者均出土自170號墳，其中埴輪家由五座房屋組成，在日本的出土文物中僅此一例，全長95.6厘米，寬72.4厘米，高54厘米，文化廳形容主棟部分為懸山頂伏屋式豎穴式住居，東京國立博物館則認為是歇山頂伏屋式豎穴式住居，四周各一分棟，前後兩棟為歇山頂式平房，山牆則是懸山頂式平房，呈中空狀態。2020年2月21日，為了在國民文化祭期間同時在館內外展出，宮崎縣立西都原考古博物館以陶土重製了埴輪家。另一方面，長100厘米的埴輪船的船首和船尾則高於船身，形同貢多拉，被認為是模仿了準構造船的埴輪。

## 外部連結
- 西都原古墳群 （页面存档备份，存于）